# Uście Gorlickie
Uście Gorlickie è un comune rurale polacco del distretto di Gorlice, nel voivodato della Piccola Polonia.
Ricopre una superficie di 287,41 km² e nel 2004 contava 6 241 abitanti.